# Enteucha acetosae
Enteucha acetosae is een vlinder uit de familie dwergmineermotten (Nepticulidae). De wetenschappelijke naam is voor het eerst geldig gepubliceerd in 1854 door Stainton.
De soort komt voor in Europa.